# Inbreeding
Inbreeding (anglicky in – uvnitř, breed – plodit) neboli příbuzenská plemenitba je v biologii páření mezi geneticky podobnými jedinci.
V přírodě (přirozený výběr) k němu přirozeně dochází především v menších izolovaných populacích. Páření mezi příbuznými jedinci využívá člověk jako jednu ze šlechtitelských metod umělého výběru. Míra příbuzenského křížení se vyjadřuje jako koeficient inbreedingu. U čistokrevné plemenitby je přijatelná míra inbreedingu do 20 % (f = 0,2).
Inbreeding štěpí přirozenou populaci na odlišné linie. Linie jsou podstatou rozpadu jednoho živočišného druhu na plemena, případně až na příbuzné živočišné druhy.
Inbreeding může vést k rozšíření zvláštností některých jedinců, které by z běžné populace přirozeně vymizely. Důsledkem inbreedingu je snížení genové variability potomstva, což nese snížení adaptační schopnosti celé populace. Sjednocuje se také vnímavost k patogenům, což může vést ke snadnějšímu vyhynutí všech zasažených jedinců. Dalším důsledkem je častější uplatňování recesivních genů, které mohou nést genetické choroby, jež se v běžné populaci většinou neprojevují.
U lidí lze jako příklad uvést vzájemné sňatky evropských královských rodů nebo populace Amišů a Židů, které v důsledku inbreedingu trpí různými genetickými onemocněními, jako je např. Tay-Sachsův syndrom.
Při šlechtění, tedy umělém výběru, se inbreedingem utužují znaky žádoucí a typické pro danou linii (např. zbarvení, velikost, tvar).
Opakem inbreedingu je outbreeding (outcrossing). Znamená křížení velmi odlišných jedinců. Pod outbreeding spadá i heterózní efekt, při němž se křížením odlišných čistých linií dosáhne zvýšení užitkovosti hybridů.

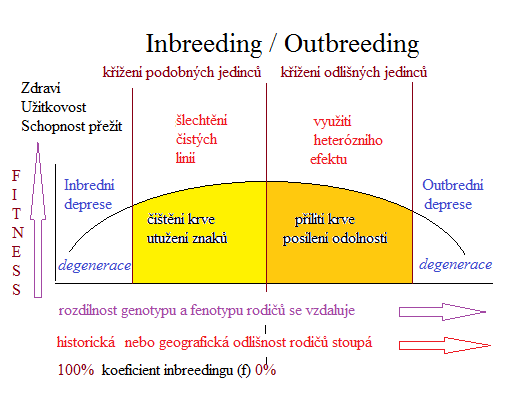
Znázornění inbreedingu a outbreedingu

## Inbrední deprese
Inbrední deprese (inbreeding depression) je snížení schopnosti přežít z biologického hlediska jako důsledek příbuzenského křížení. Projevuje se jako rodová degenerace – potomci mají genetické vady, respektive jsou méně životní z evolučního hlediska. Je známkou slepé vývojové větve, která bývá pro postiženou část populace fatální.
Kvůli inbrední depresi například vymřela španělská větev Habsburků – v rodině se šířila hemofilie. 

## Outbrední deprese
Outbrední deprese (outbreeding depression) je snížení schopnosti přežít jako důsledek křížení geneticky či geograficky příliš vzdálených skupin. Při umělém výběru, který je jediným možným při šlechtění a plemenitbě, se ke křížení vybírají nevhodné linie.
Při využívání heterózního neboli hybridního (hybridizačního) efektu je outbrední deprese koncem slepé vývojové větve hybridů. Šlechtitelská pyramida může růst a košatět, ale nikdy nemá pokračování. Potomci užitkových hybridů bývají postiženi outbrední depresí.
Při přirozeném výběru v přírodě existuje příbuzenská selekce (kin-selekce). Hypotézu načrtnul William Hamilton a poté Richard Dawkins v rámci teorie sobeckého genu v modelu zelenovouse. Hypotéza spočívá v tom, že kdyby se v populaci rozšířil gen, který by jedinci nechal narůst zelený vous, bylo by pravděpodobné, že se společně s ním rozšíří i geny zodpovědné za pomoc jedincům se zeleným vousem, protože pro gen je výhodné působit tak, aby přenesl sám sebe v co největším počtu kopií.
Dalším možným zdrojem outbrední deprese je lepší kombinování genů podobných jedinců. V tomto duchu byl například studován negativní vliv míšeného původu na zdraví jedince nebo zvýšená plodnost u genově podobných rostlin.